# Liga Nacional de Fútbol Femenino de Venezuela 2014-15
La temporada 2014/15 de la Liga Nacional de Fútbol Femenino de Venezuela fue la 12.ª edición del Campeonato Venezolano de Fútbol Femenino desde su creación en 2004. El torneo lo organizó la Federación Venezolana de Fútbol.
Un total de 30 equipos participan en la competición.
El campeón defensor era el Caracas FC, quien obtuvo su quinto título luego de luego de ganarle a su similar de Estudiantes de Guarico FC.

## Modalidad
El campeonato se divide en dos torneos: Apertura y Clausura. A su vez, cada torneo tiene dos fases: en la primera fase, los clubes se dividen en cinco grupos, integrados por seis equipos. Luego de jugar todos contra todos, los dos primeros de cada grupo clasificarán a la segunda etapa, de tipo eliminatorio. Juegan así tres rondas eliminatorias hasta decidir la final.
Las campeonas de la temporada se decide en una final que enfrenta al campeón del Apertura y el Clausura, excepto que un mismo equipo se corone en ambos torneo, la cual implicaría el campeonato automático.

## Equipos participantes
Los equipos participantes en la Temporada 2014/15 del Fútbol Femenino Venezolano son los siguientes:
| - Pellicanos FC - Caracas FC - UCV FC - Ins. Pedagógico - Atlético Socopó |  | - Casa Portuguesa - OD Cachimbo A - Fufem Aragua - Fun. Dep Guaraní - La Trinidad |  | - Deportivo Lara - Portuguesa - Atlético Yara - AFF San Diego - Máximo Viloria - Estudiantes de Guarico FC - Dep. Rayo Zulia |  | - Independiente La Fría - Caucheros FC - Trujillanos FC - Potros de Barinas - Ingenieros FC - Ureña SC |  | - Dvo. Anzoátegui - Petroleros del Tigre - Sulmona FC - Guanaguanay |

## Torneo Apertura

### Modalidad
Contara con la participación de 30 equipos formados por 5 grupos por aproximación geográfica
Se CLASIFICARAN a los Octavos de final los equipos que queden 1.º - 2.º - 3.º de cada grupo más el equipo que resulte mejor 4.º de entre todos los grupos.
Se jugaran a dos rondas, partidos de ida y vuelta vs cada rival de su grupo, para un total de 10 partidos a excepción del grupo Oriental que jugara 12 partidos, 4 vs cada rival

### Final del Torneo apertura
| 2 de mayo de 2015, 13:00 | Estudiantes de Guárico | 1:0 (1:0) | Deportivo Anzoátegui | Estadio José Rodríguez Sáez, San Juan de los Morros |                          |
|                          | Paola Villamizar 45+1' | Reporte   |                      | Árbitro(s): Ángel Moreno                            | Árbitro(s): Ángel Moreno |

| 9 de mayo de 2015, | Deportivo Anzoátegui | 0:1 (0:1) | Estudiantes de Guárico | Estadio José Antonio Anzoátegui, Puerto La Cruz |             |
|                    |                      |           | Ysaura Viso 30'        | Árbitro(s):                                     | Árbitro(s): |

| Campeón del Torneo Apertura |
| Estudiantes de Guárico      |

## Torneo Clausura

### Modalidad
Contara con la participación de 26 equipos formados por 5 grupos por aproximación geográfica
Se CLASIFICARAN a los Octavos de final los equipos que queden 1.º - 2.º - 3.º de cada grupo más el equipo que resulte mejor 4.º de entre todos los grupos.
Se jugaran a dos rondas, partidos de ida y vuelta vs cada rival de su grupo, para un total de 10 partidos a excepción del grupo Oriental y Centro-Occidental que jugaran 12 partidos, 4 vs cada rival.
El Torneo Comienza el 27 de junio de 2015.

### Fase de grupos
Resultados oficiales del Torneo Clausura del Fútbol Femenino Venezolano de la temporada 2014/15. En las Tablas de Resultados las Columnas corresponden a los juegos de local mientras que las Filas corresponden a los juegos de visitante de cada uno de los equipos. En cuanto a los resultados: el azul corresponden a victoria del equipo local, el rojo a la victoria visitante y el amarillo al empate, En caso de haber incomparecencia se identifica con el color verde.